# Демаркаційна лінія
Демаркаційна лінія — лінія (інколи смуга), що позначає кордон навколо особливого району (визначення тимчасових геополітичних кордонів), або роз'єднує сторони, що воюють. Часто є частиною угоди про перемир'я або припинення вогню.

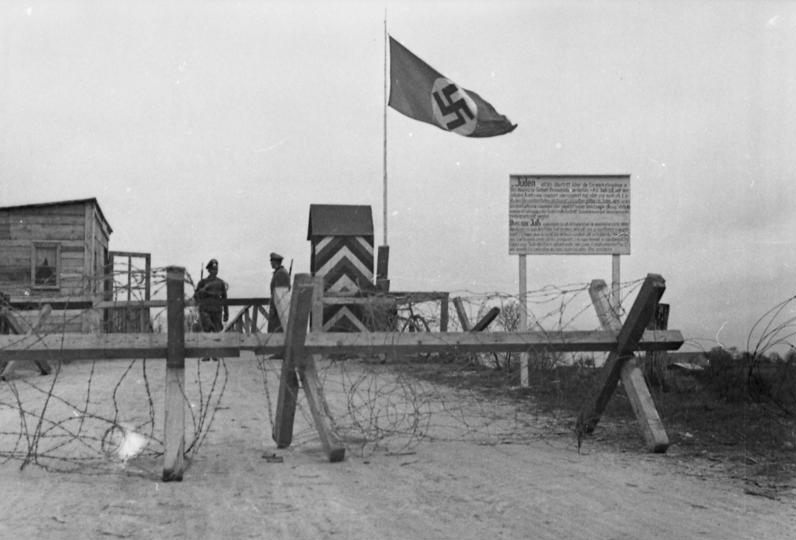
Німецький контрольний пост на демаркаційній лінії у Франції під час Другої світової війни.

Класичним сучасним прикладом є демаркаційна лінія вздовж 38 паралелі, яка розділяє північну та південну Корею.